# Schweizerischer Kirchengesangsbund
Der Schweizerische Kirchengesangsbund (SKGB; franz.: Fédération Suisse du Chant Ecclésiastique (FSCE), ital.: Federazione Svizzera del Canto Sacro (FSCS), rät.: Federaziun Svizra dal Chant Sacral (ASCS), engl.: Swiss Ecclesiastical Chant Federation (SECF)) ist der Dachverband der Kirchenchöre und des Kirchengesangs allgemein in der Schweiz.
Der SKGB wurde 1896 als Verband der deutschschweizerischen reformierten Kirchenchöre gegründet und zählt heute etwa 5'500 Mitglieder in rund 200 Chören.